# 第比利斯
提比里斯（i/təbɪˈliːsi, təˈbɪlɪsi/），旧称梯弗里斯（i/ˈtɪflɪs/），是格鲁吉亚首都，也是外高加索地區的著名古都。據2021年統計數字，提比里斯市區人口達1,202,731人。

## 歷史
考古发现迪戈米（第比利斯的一个区）自早期青铜时代以来就持续有人居住。在晚青铜时代至早期铁器时代，迪戈米是整个高加索地区最大的定居点。
第比利斯建都于公元前4世纪，是格鲁吉亚多个朝代的首都。格鲁吉亚过去曾被阿拉伯人、突厥人侵占，第比利斯也不能幸免。1801年，第比利斯并入俄罗斯。十月革命以后，格鲁吉亚曾经短暂独立，第比利斯再次成为国家的首都。到后来外高加索民主联邦共和国和外高加索苏维埃联邦社会主义共和国的成立，和后来的格鲁吉亚苏维埃社会主义共和国，第比利斯也获选成为首府。直到1991年格鲁吉亚从前苏联独立，第比利斯再次成为国都。

## 地理

### 地形与位置
第比利斯位於格鲁吉亚中东部、南高加索地区，是全國最大的城市，人口115万。第比利斯的面积有348平方公里，海拔介乎于500至650米，库拉河从市区由西向东穿过。是格鲁吉亚政治、文化、经济、教育中心，同时还是重要交通枢纽，铁路干线将其同外、北高加索连接在一起。与原苏联及周边、欧洲国家的一些大城市有航空航线。1937年市区无轨电车开通，1966年市区第一条地铁开通。
在城市北部，有一个由灌溉运河供养的大型水库（俗称提比里斯海）。

### 气候

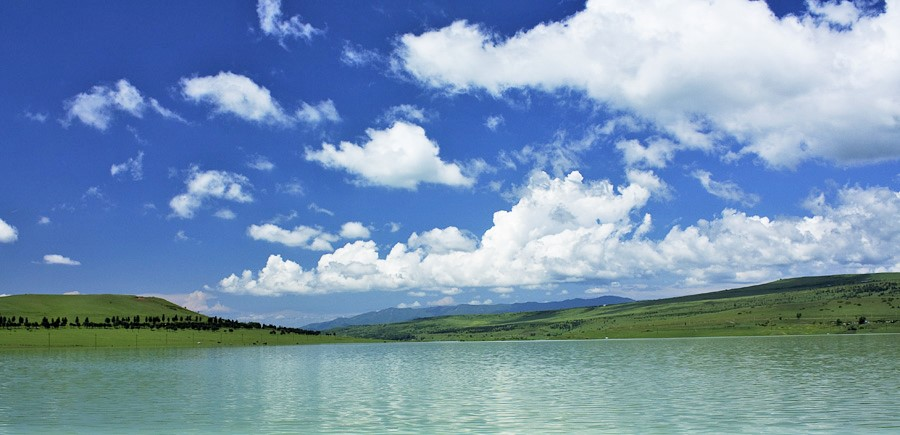
提比里斯海是第比利斯最大的水体

根据柯本气候分类法，第比利斯的气候类型为很大程度上被温带大陆性湿润气候影响到的副热带湿润气候。提比里斯全年都有明顯的降雨，没有明顯的乾旱期。這個城市的氣候受到來自東部和西部（大西洋/黑海）空氣群的乾燥（中亞/西伯利亞）空氣品質的影響。该市的气候受到了东部（中亚/西伯利亚）的干燥空气和西部（大西洋/黑海）的海洋性气团。由于这座城市的边界大多位于在山脉上，且靠近大面积的水域（黑海和里海），大高加索山脉范围（进一步向北）阻止看俄罗斯冷空气的入侵，因此与其他纬度相似的城市相比，第比利斯有着相对温和的微气候。
第比利斯的年平均气温为13.3 °C（55.9 °F）。1月是最冷的月份，平均气温为2.3 °C（36.1 °F）；6月是最热的月份，平均气温为24.9 °C（76.8 °F）。一般情况下，第比利斯白天的年均最高温度约为32 °C（90 °F）。该城市温度的最低历史记录为−24.4 °C（−11.9 °F）（1883年1月）；最高记录则为42.0 °C（107.6 °F）（1882年7月）。第比利斯的年平均降水量为495.5 mm（19.5英寸）。五月是最潮湿的月份，平均降水量为77.6 mm（3.1英寸）；1月是最干燥的月份，平均降水量为18.9 mm（0.7英寸）。年均降雪天数为15-25天。在春季和秋季，城市周围的山脉往往会导致长时间的多雨或多云天气。这里的大部分地区全年都刮西北风。此外，东南风同样十分常见。
| 第比利斯                                                                        | 第比利斯      | 第比利斯    | 第比利斯    | 第比利斯    | 第比利斯    | 第比利斯     | 第比利斯     | 第比利斯     | 第比利斯     | 第比利斯    | 第比利斯    | 第比利斯     | 第比利斯      |
| 月份                                                                            | 1月           | 2月         | 3月         | 4月         | 5月         | 6月          | 7月          | 8月          | 9月          | 10月        | 11月        | 12月         | 全年          |
| ------------------------------------------------------------------------------- | ------------- | ----------- | ----------- | ----------- | ----------- | ------------ | ------------ | ------------ | ------------ | ----------- | ----------- | ------------ | ------------- |
| 历史最高温 °C（°F）                                                             | 19.5 (67.1)   | 22.4 (72.3) | 28.9 (84.0) | 34.4 (93.9) | 35.1 (95.2) | 40.2 (104.4) | 42.0 (107.6) | 40.4 (104.7) | 37.9 (100.2) | 33.3 (91.9) | 27.2 (81.0) | 22.8 (73.0)  | 42.0 (107.6)  |
| 平均高温 °C（°F）                                                               | 6.6 (43.9)    | 7.7 (45.9)  | 12.6 (54.7) | 18.9 (66.0) | 23.1 (73.6) | 28.1 (82.6)  | 31.2 (88.2)  | 30.9 (87.6)  | 26.4 (79.5)  | 19.8 (67.6) | 12.8 (55.0) | 8.4 (47.1)   | 18.9 (66.0)   |
| 日均气温 °C（°F）                                                               | 2.3 (36.1)    | 3.1 (37.6)  | 7.2 (45.0)  | 12.7 (54.9) | 17.2 (63.0) | 21.7 (71.1)  | 24.9 (76.8)  | 24.7 (76.5)  | 20.2 (68.4)  | 14.2 (57.6) | 7.9 (46.2)  | 3.7 (38.7)   | 13.3 (55.9)   |
| 平均低温 °C（°F）                                                               | −0.8 (30.6)   | 0.0 (32.0)  | 3.2 (37.8)  | 8.4 (47.1)  | 12.4 (54.3) | 16.5 (61.7)  | 19.8 (67.6)  | 19.5 (67.1)  | 15.4 (59.7)  | 10.4 (50.7) | 4.9 (40.8)  | 1.3 (34.3)   | 9.3 (48.7)    |
| 历史最低温 °C（°F）                                                             | −24.4 (−11.9) | −14.8 (5.4) | −12.8 (9.0) | −3.8 (25.2) | 1.0 (33.8)  | 6.3 (43.3)   | 9.3 (48.7)   | 8.9 (48.0)   | 0.8 (33.4)   | −6.4 (20.5) | −7.1 (19.2) | −20.5 (−4.9) | −24.4 (−11.9) |
| 平均降水量 mm（）                                                               | 18.9 (0.74)   | 25.8 (1.02) | 30.3 (1.19) | 50.5 (1.99) | 77.6 (3.06) | 76 (3.0)     | 44.9 (1.77)  | 47.5 (1.87)  | 35.6 (1.40)  | 37.5 (1.48) | 29.9 (1.18) | 21 (0.8)     | 495.5 (19.51) |
| 平均降水天数                                                                    | 4             | 4.6         | 5.9         | 7.6         | 9.7         | 8.7          | 5.7          | 5.7          | 5            | 5.6         | 4.4         | 4            | 70.9          |
| 平均相對濕度（％）                                                              | 74            | 72          | 68          | 66          | 67          | 64           | 61           | 62           | 66           | 73          | 76          | 76           | 69            |
| 月均日照時數                                                                    | 99            | 102         | 142         | 171         | 213         | 249          | 256          | 248          | 206          | 164         | 103         | 93           | 2,046         |
| 来源：Pogoda.ru.net（温度、湿度）、 WMO（降水量、降水日数）、 NOAA（阳光/小时） |               |             |             |             |             |              |              |              |              |             |             |              |               |

## 政治
第比利斯的首都地位由《格鲁吉亚宪法》（Constitution of Georgia）的第10条（1995年）和《格鲁吉亚首都法-第比利斯》（Law on Georgia's Capital – Tbilisi）（1998年2月20日）确定。
第比利斯由第比利斯市议会和提比里斯市政廳管辖。市议会每四年选举一次，市长每四年通过直选选举一次。
在前苏联时期，第比利斯被划分为了许多个区，有自己的中央和地方政府单位，在一定的范围内具有管辖权。这种划分是于20世纪30年代根据前苏联的行政区划在其统治下建立的。格鲁吉亚独立后，政府修改了这些制度。现在的第比利斯分为如下6个区：
- 舊提比里斯（ძველი თბილისი）
- Vake-Saburtalo（ვაკე-საბურთალო）
- Didube-Chugureti（დიდუბე-ჩუღურეთი）
- Gldani-Nadzaladevi（გლდანი-ნაძალადევი）
- Isani-Samgori（ისანი-სამგორი）
- Didgori（格鲁吉亚语）（დიდგორი，于2007建立、2013年废除）

## 人口

### 族群
第比利斯是一座文化趋于多元化的城市，共有100多个不同的民族居住在这里。约有89％的第比利斯居民是喬治亞人，亚美尼亚人、俄羅斯人和阿塞拜疆人也占有不小的比例。除此之外，第比利斯还居住着奥塞梯人、阿布哈茲人、乌克兰族、希臘人、德意志人、犹太人、愛沙尼亞人、库尔德人、亚述人等族裔的家园。

### 宗教
超过95％的当地居民是基督教教徒，格鲁吉亚正教会是当地最为重要的基督教教会。俄罗斯正教会与格鲁吉亚完全共融，亚美尼亚使徒教会在该市也有很多追随者。此外，少数人（约1.5％）信仰伊斯兰教，他们大多为什叶派，0.1%的人信仰犹太教。罗马天主教会和雅兹迪教的苏丹Ezid寺同样坐落于此。
自古以来，第比利斯便以宗教宽容闻名于世。这在城市的老城区尤其明显，清真寺、犹太教教堂和東方基督教之间的距离在这里可以少于500（1,600英尺）。

## 传媒
格鲁吉亚的绝大部分媒体公司的总部都设在第比利斯（包括电视、报纸和广播）。
一些报刊出版社也位于第比利斯，其中值得关注的有24小时萨蒂日报（the daily 24 Saati）、共振（Rezonansi）、阿丽雅（Alia）、每日英语信使（the English-language daily The Messenger）、每周财务（weekly FINANCIAL）、今日格鲁吉亚（Georgia Today）和格鲁吉亚时报英语周刊（the English-language weekly The Georgian Times）等。

## 教育

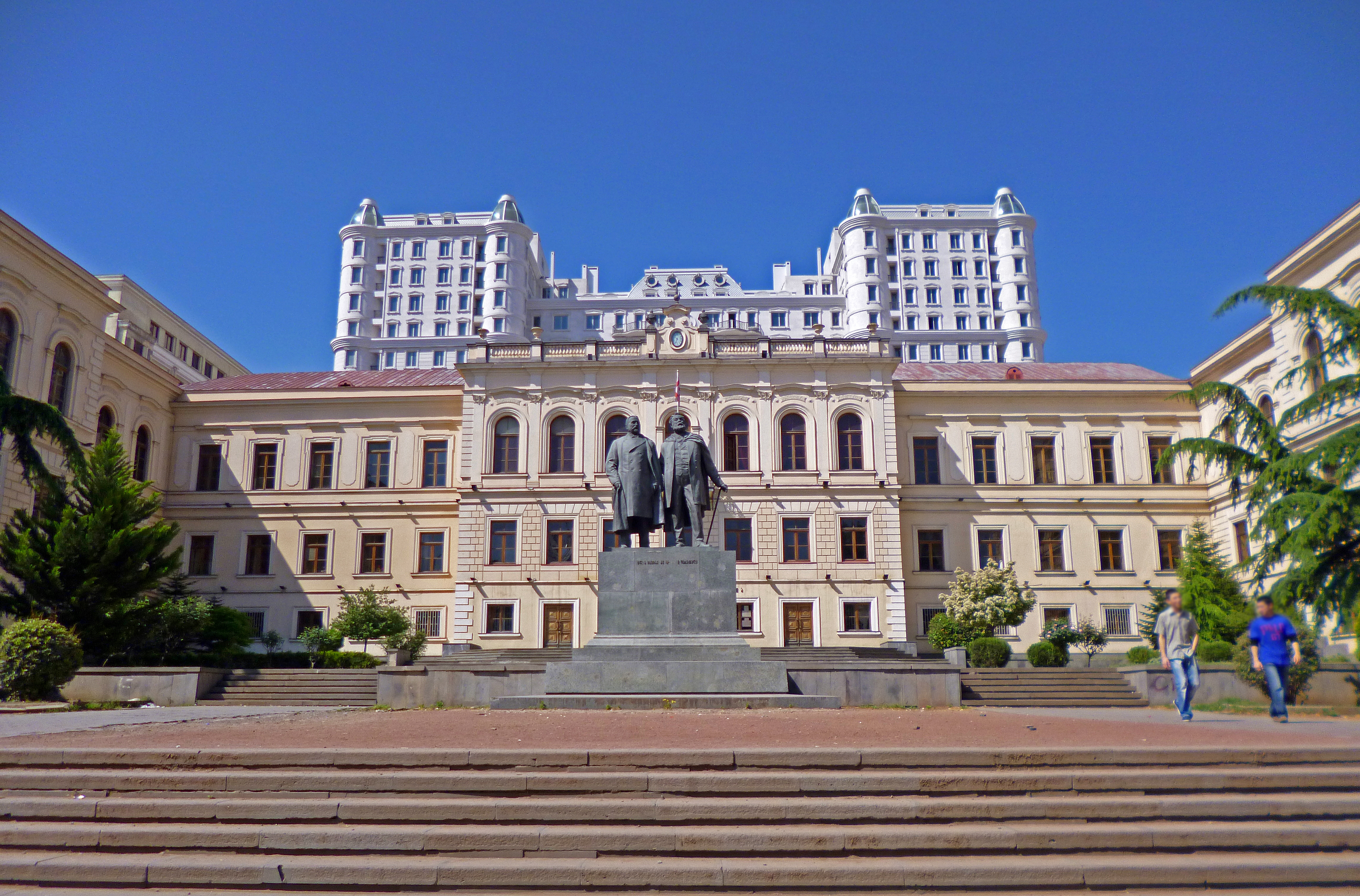
第比利斯第一公学是一所著名的文理中学

第比利斯是第比利斯国立医科大学和第比利斯医学院等高等教育机构的所在地。 第比利斯国立大学是格鲁吉亚最大的大学，于1918年2月8日成立。TSU是整个高加索地区最古老的大学。超过35,000名学生入学，教职员工（合作者）约5,000人。第比利斯也是高加索地区最大的医科大学——第比利斯国立医科大学（英語：Tbilisi State Medical University）的所在地。第比利斯国立医学研究所于1992年更名为医科大学。自从该大学成为了独立的教育机构以后，TSMU成为高加索地区国家高等教育机构之一。目前，该大学共有近5000名本科生和203名研究生，其中10％来自国外。

## 景点

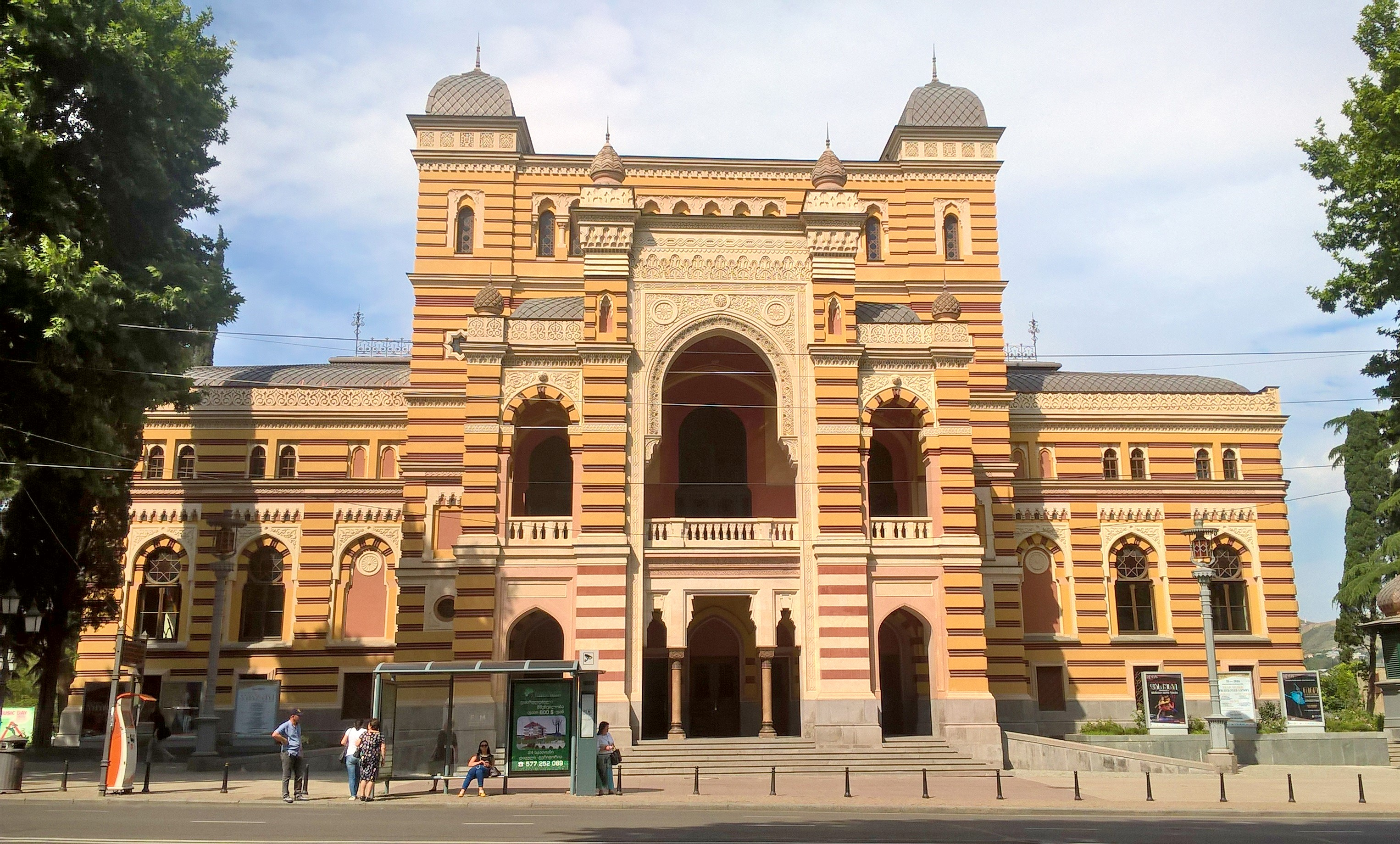
提比里斯歌劇和芭蕾劇院

第比利斯有重要的地标和观光地点。格鲁吉亚议会、政府（格鲁吉亚国家总理府）以及格鲁吉亚最高法院的办公地点都位于第比利斯。这座城市拥有许多重要的文化地标，例如格鲁吉亚国家博物馆、第比利斯国立音乐学院、提比里斯歌劇和芭蕾劇院、魯斯塔維利劇場、马尔贾尼什维利国立学术剧院。提比里斯聖三一主教座堂、沃龙佐夫皇宫、格魯吉亞國家圖書館、喬治亞國家銀行、第比利斯马戏团、和平橋和其他的重要机构以及许多博物馆。在苏联时期，第比利斯博物馆的数量一直处于全国的前四个。
除了最受瞩目的城市地标，纳里卡拉要塞、安契斯哈蒂聖殿、提比里斯錫安主教座堂和Metekhi教堂同样是备受瞩目的景点。

## 体育

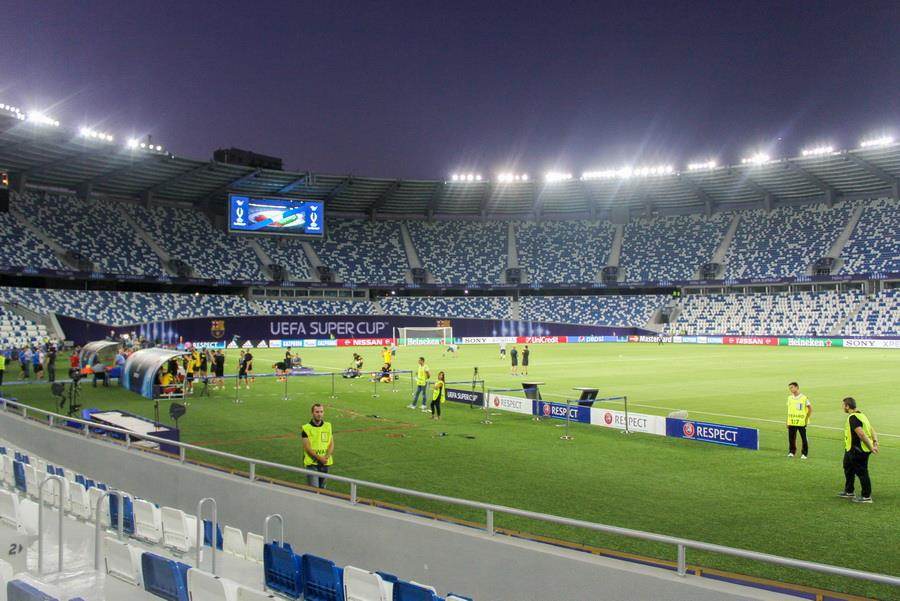
在第比利斯鲍里斯·帕查泽体育场举办的2015年欧洲超级杯之准备工作

直到19世纪初，骑马（尤其是马球）、摔跤、拳击和射擊等是第比利斯最受欢迎的运动。随着第比利斯社会和经济的发展，以及它与西方更多地融合，欧洲的新运动也被引入了城市中。
在前苏联时期，在欧洲很常见的运动（某种程度上美国也很常见）的普及度得到了增加。同时，第比利斯为职业体育开发了必要的体育基础设施。到了1978年，第比利斯共有约250个或大或小的体育设施。其中包括了4个室内游泳池和6个室外游泳池、185个篮球运动用地、192个排球专用设施、82个手球运动用地、19个网球场、31个足球场和5个体育馆。第比利斯最大的体育场是迪纳摩体育场（55,000个座位）；第二大体育场是米凯尔·梅克体育场（24,680个座位）。第比利斯体育宫通常举办出席率很高的篮球比赛和网球锦标赛，能容纳大约11,000人。
维尔篮球大厅是一个较小的室内竞技场场，共有2500个座位。
现在，第比利斯最受欢迎的运动是足球、橄榄球、篮球和摔跤。与此同时，网球、游泳和水球运动等同样是受欢迎的体育运动。第比利斯有一些职业足球和橄榄球团队。美国NBA的运动员扎扎·帕楚里亚和尼科洛兹·茨基蒂什维利都是第比利斯人。除了职业体育之外，这个城市还有许多校际体育队、业余体育队和体育俱乐部。
第比利斯的签名足球队第比利斯迪纳摩足球俱乐部在1980–81年歐洲盃賽冠軍盃赛季中赢得了欧洲杯赛冠军杯并成为了首个实现此举的欧洲最东部球队但自此后再也没有成为过欧洲的主要冠军。第比利斯迪纳摩篮球俱乐部在1962中赢得了歐洲籃球聯賽，但此后同样没有再度取得过这样的成绩。

## 交通

### 机场
第比利斯国际机场是第比利斯唯一的机场，位于市中心东南部约17（11英里）。该机场于2015年时接待了185万名乘客，是格鲁吉亚最繁忙的机场、後蘇聯第二十五大繁忙的机场。第比利斯国际机场的发展很快，乘客的数量从2010年的约82.2万人增加到了2015年的约1,847,000人，整整翻了一倍。第比利斯国际机场于2008年成为了高加索地区的首个“绿色机场”。2016年，该机场还开始使用太阳能。而这些都意味着它已经符合了国际环保标准。
该机场是格鲁吉亚航空的格鲁吉亚旗舰航空公司之所在地。

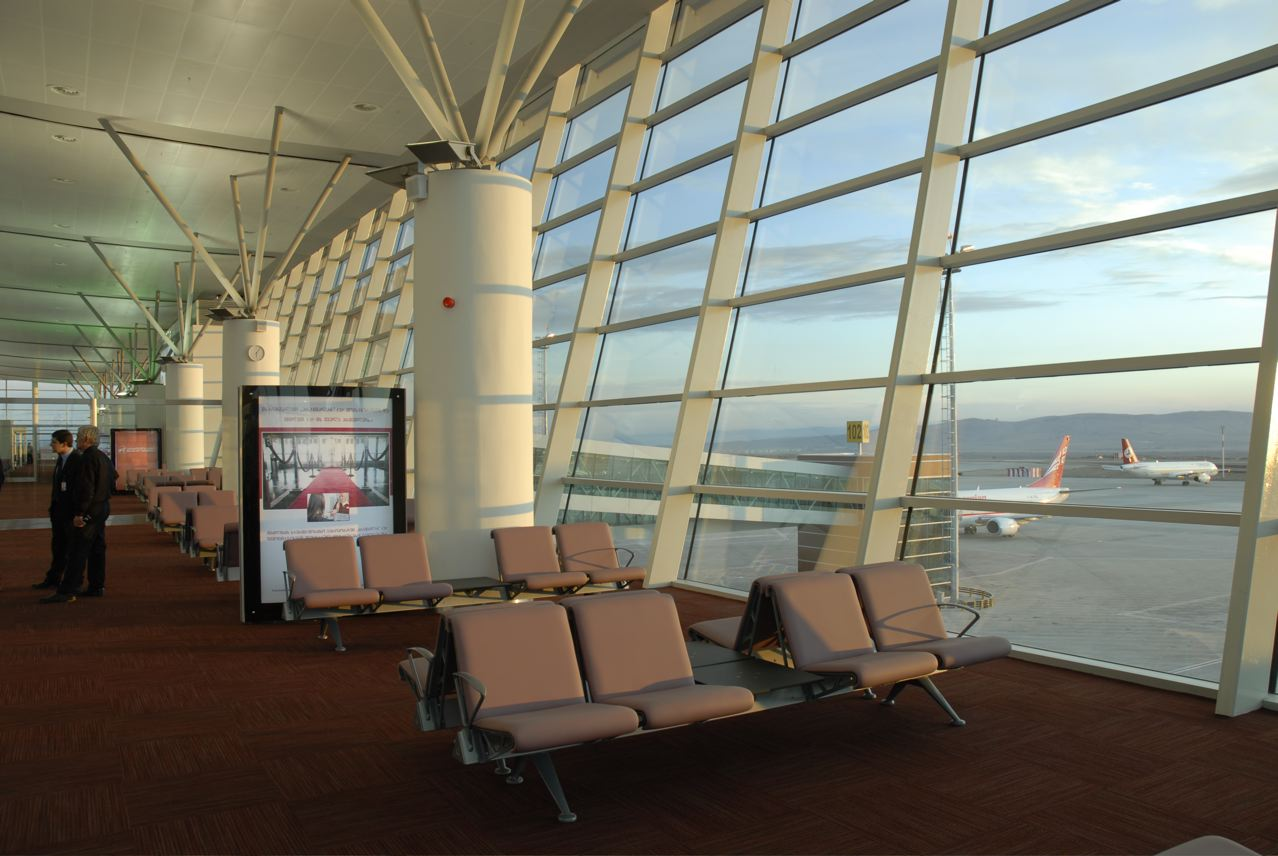
图为第比利斯国际机场的出发大厅
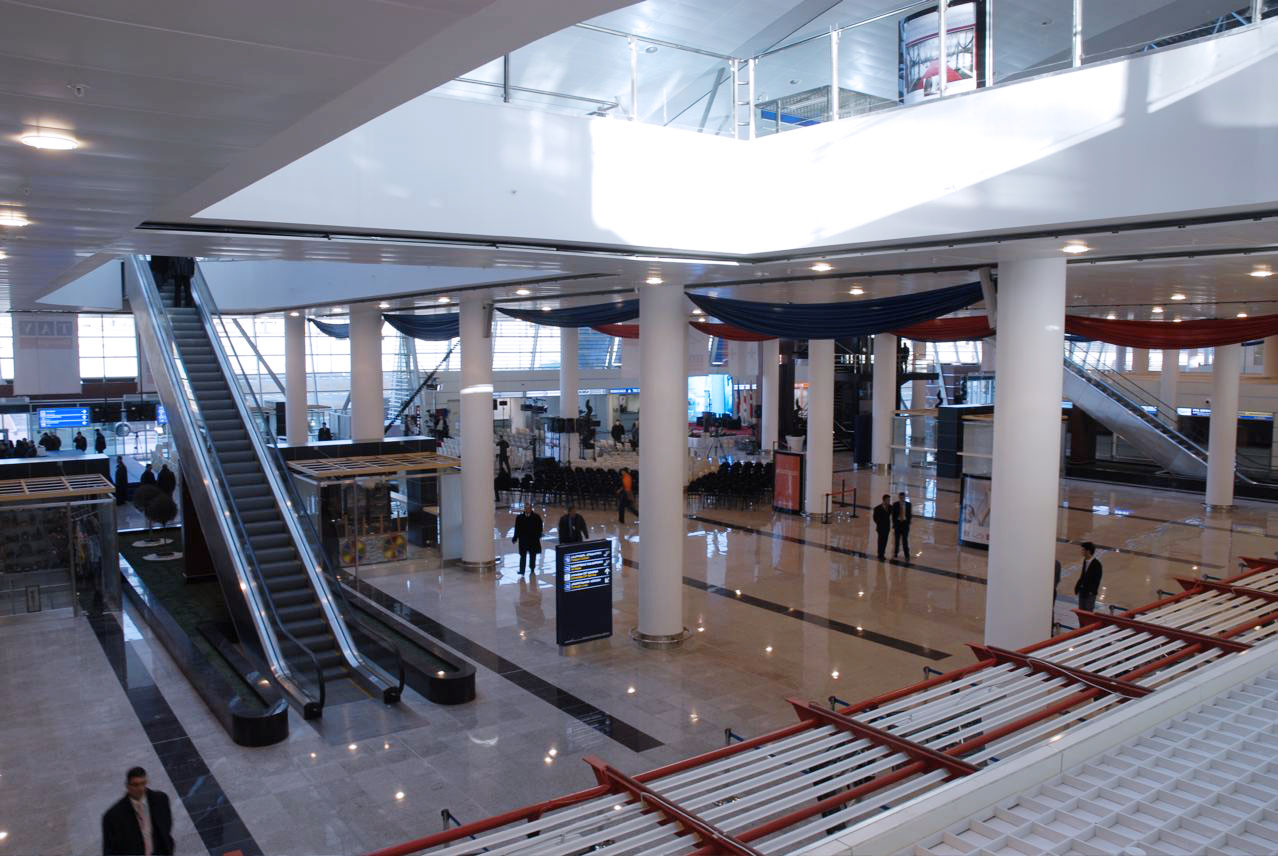
机场内部
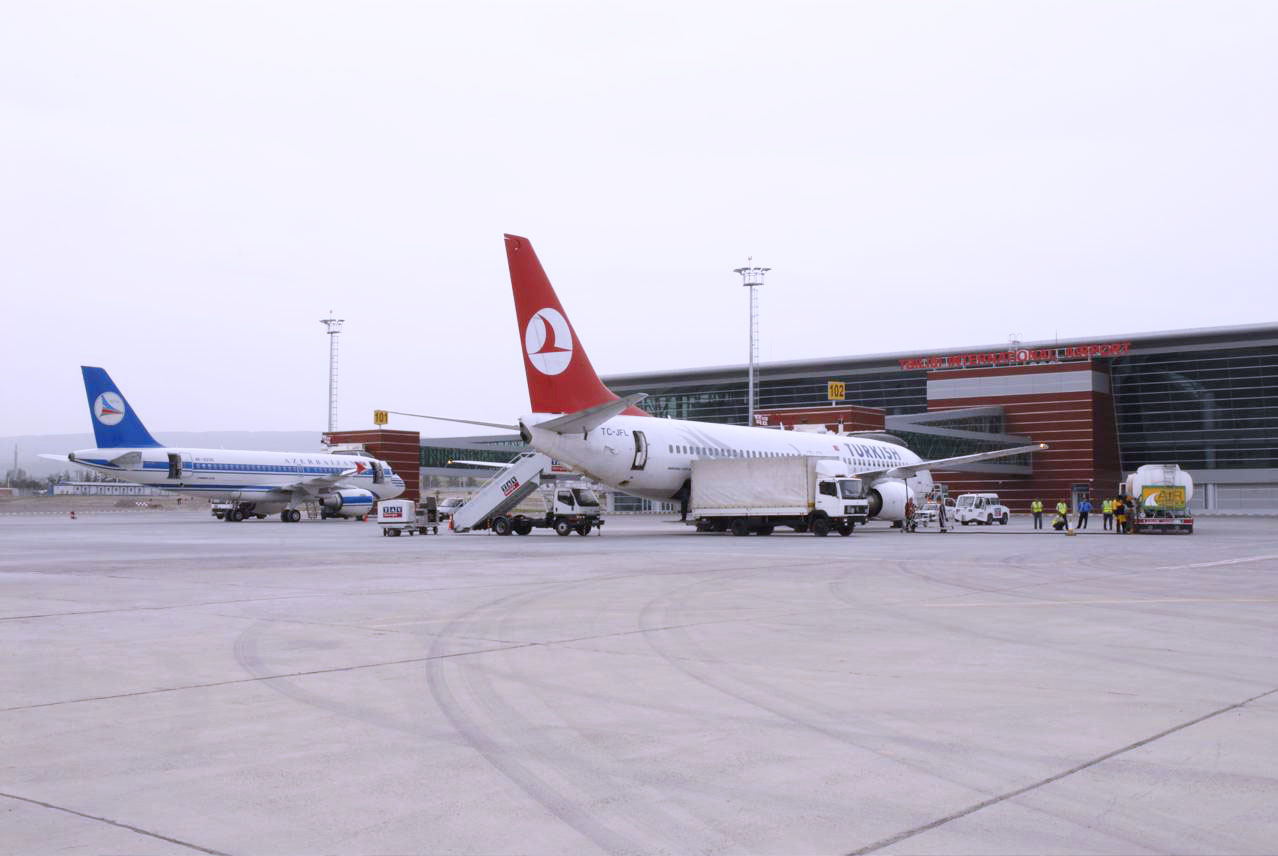
图为第比利斯国际机场的新航站楼，左为阿塞拜疆航空公司的空客A319，右为土耳其航空公司的波音737-8F2（TC-JFL）

纳塔赫塔里飞行场位于距第比利斯33公里的纳塔赫塔里。它仅适用于前往梅斯蒂亞、巴統和库塔伊西的国内航班。
此外，第比利斯和姆茨凯之间的新机场正在建设中。

### 地铁

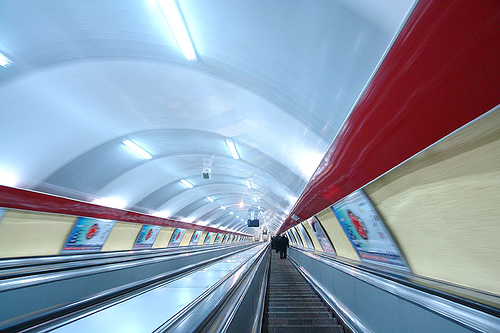
第比利斯地铁以位处于地下深处而闻名，每月运送近900万名乘客

第比利斯地铁为全城提供了快捷的地铁服务，是前苏联的第四个地铁系统。它的建设于1952年开始、于1966年完工。第比利斯地铁共有两条线路——阿克梅特里-瓦提特里線和薩布塔洛線。它有22个车站和186辆列车。类似于其他前苏联建成的地铁系统，这里的大部分地铁站都有着奢华的装饰。列车从上午6点运行到午夜时分。由于地形不平坦，部分地区的铁轨和两个地铁站都建在了地平线的上方。
第比利斯地铁系统由第比利斯运输公司经营，该公司于1966年开始运营。

## 国际关系

### 兄弟城镇与姊妹城市
- 德国萨尔布吕肯（1975年缔结） [21]
- 法國南特（1979年缔结）[21]
- 斯洛維尼亞卢布尔雅那（1977年缔结）[21][22]
- 奥地利因斯布鲁克（1982年缔结）[21]
- 美国亚特兰大（1987年缔结）[21]
- 義大利巴勒莫（1987年缔结）[21]
- 英国布里斯托尔（1988年缔结）[21][23]
- 西班牙毕尔巴鄂（1989年缔结）[21]
- 亞美尼亞葉里溫（1996年缔结）[21][24][25]
- 乌克兰基輔（1999年缔结）[21]
- 阿斯塔納（2005年缔结）[21]
- 立陶宛维尔纽斯（2009年缔结）[21]
- 摩尔多瓦基希讷乌（2011年缔结）[26]
- 埃及开罗（2012年缔结）
- 多哈（2012年缔结）
- 伊朗德黑兰（2015年缔结）[27]
- 白俄羅斯明斯克（2015年缔结；1994年时还缔结为合作伙伴）
- 土耳其伊斯坦堡（2016年缔结）[28]
- 保加利亚索菲亚（2016年缔结）

### 合作伙伴
- 乌克兰敖德薩（1996年缔结）
- 土耳其安卡拉（1996年缔结）
- 巴库（1997年缔结）
- 希腊雅典（1997年缔结）
- 法國巴黎（1997年缔结）
- 以色列耶路撒冷（1998年缔结）
- 拉脫維亞里加（2007年缔结）
- 波蘭克拉科夫（2009年缔结）[29]
- 波蘭华沙（2010年缔结）
- 匈牙利布达佩斯（2011年缔结）
- 乌克兰哈爾科夫（2012年缔结）
- 乌克兰利沃夫（2013年缔结）
- 美国林肯（2013年缔结）
- 中华人民共和国广州市（2014年缔结）
- 波蘭卢布林（2014年缔结）
- 愛爾蘭都柏林（2014年缔结）
- 捷克布拉格（2020年缔结）[30]

### 書籍
- Abuladze, David; Kurtishvili, Irina. Stiller, Adolph , 编. . Salzburg: Muery Salzmann. 2016-03. ISBN 978-3990141366 （英语及德语）.
- Baulig, Josef; Maia Mania; Hans Mildenberg; Karl Ziegler. . Landeshauptstadt Saarbrücken/Technische Universität Kaiserslautern. ISBN 3-936890-39-0 （德语）.
- Mikaberidze, Alexander.  2. Rowman & Littlefield. 2015: 628. ISBN 978-1442241466.
- Salukvadze, Joseph; Golubchikov, Oleg. . Cities. 2016-03, 52: 39–54  [2017-07-07]. doi:10.1016/j.cities.2015.11.013. （原始内容存档于2022-03-23）.

## 外部連結
- 官方网站  （格鲁吉亚文）